# Helena Grześkiewicz
Helena Grześkiewicz z domu Dowkontt (ur. 1 maja 1909 w Suchedniowie, zm. 24 czerwca 1977 w Łomiankach) – polska artystka plastyk, malarka i ceramiczka. Autorka licznych realizacji z zakresu malarstwa ściennego i ceramiki monumentalnej, tworząca w duecie artystycznym z mężem Lechem Grześkiewiczem, w późniejszym okresie dodatkowo z synem Piotrem Grześkiewiczem.

## Życiorys
Helena Dowkontt przyszła na świat w zamożnej rodzinie o litewskich korzeniach. W latach 1935–1937 studiowała w prywatnej szkole artystycznej Académie Julian w Paryżu. Swoje obrazy wystawiała już jako nastolatka, w 1936 na wystawie w Societe Nationale des Beaux-Arts, w Salonie Artystów Francuskich corocznie w okresie 1936–1938 oraz w 1938 podczas XV Salon des Tuileries. Studia kontynuowała w Rzymie, uczęszczając w latach 1937–1938 na zajęcia w Scuola del Arti Ornamentali (gdzie uzyskała dyplom w 1938), Academia de Belle Arti (dyplom w 1939) oraz w Miejskiej Szkole Konserwacji. Podczas pobytu w Rzymie poznała Lecha Grześkiewicza, swojego przyszłego męża, który również studiował na rzymskiej Akademii Sztuk Pięknych. Pod jego wpływem zafascynowała się ceramiką. Zaczęli pracować razem, zajmując się malarstwem ściennym i ceramiką, także monumentalną.
W 1939 Helena i Lech przyjechali do Polski na wakacje i nie zdążyli już wrócić do Rzymu. Podczas wojny mieszkali w Warszawie, w kamienicy należącej do rodziny Heleny. W 1943 zwyciężyli w tajnym konkursie na freski do warszawskiego kościoła św. Jakuba, jednak prace w samym budynku przerwał już na samym początku wybuch powstania warszawskiego. Para została wypędzona z mieszkania i wywieziona do Pruszkowa, jednak udało im się uniknąć pobytu w tamtejszym obozie przejściowym. Resztę wojny spędzili poza Warszawą. 28 października 1944 w Częstochowie wzięli ślub.
W 1945 Grześkiewiczom urodził się syn Piotr, a jednocześnie rozpoczął się najintensywniejszy okres ich działalności zawodowej. Po ślubie skontaktowali się z nowymi polskimi władzami przebywającymi w Lublinie, skąd zostali skierowani do Warszawy do prac nad nową Siedzibą Rządu Tymczasowego. Następnie zajmowali się renowacją Belwederu oraz pałacu w Natolinie. W 1947 odwiedzili Włochy, by Lech mógł dokończyć przerwane studia w Rzymie.
Po powrocie do Polski nawiązali współpracę z Biurem Nadzoru Estetyki Produkcji (przekształconym później w Instytut Wzornictwa Przemysłowego). W latach 1947–1948 zostali skierowani do Włocławskich Zakładów Fajansu, by prowadzić kursy malowania na ceramice dla pracownic fabrycznej malarni. Romualda Hankowska wskazuje, że faktycznie Grześkiewiczowie pierwszy raz przebywali w fabryce w 1949, później kilkukrotnie odwiedzali ją w latach późniejszych. Początkowo uczyli fabryczne malarki komponowania dekoracji, poszerzali ich znajomość wzorów ludowych, stanowiących punkt wyjścia dla dekoracji produkcji fabrycznej. Artyści projektowali także dla fabryki wzory ceramiki do produkcji. W późniejszych okresie realizowali tam autorską ceramikę. W 1951 namalowali we włocławskim kościele św. Jana freski, przedstawiające jedenaście scen z życia Chrystusa.
Na początku lat 50. z ramienia IWP Grześkiewiczowie współpracowali również z twórcami ludowymi w ramach tzw. kolektywów projektanckich. Byli pierwszymi opiekunami zespołu malarek z Zalipia, a w 1950 zainicjowali powstanie zespołu z wycinankarkami z Kurpi.

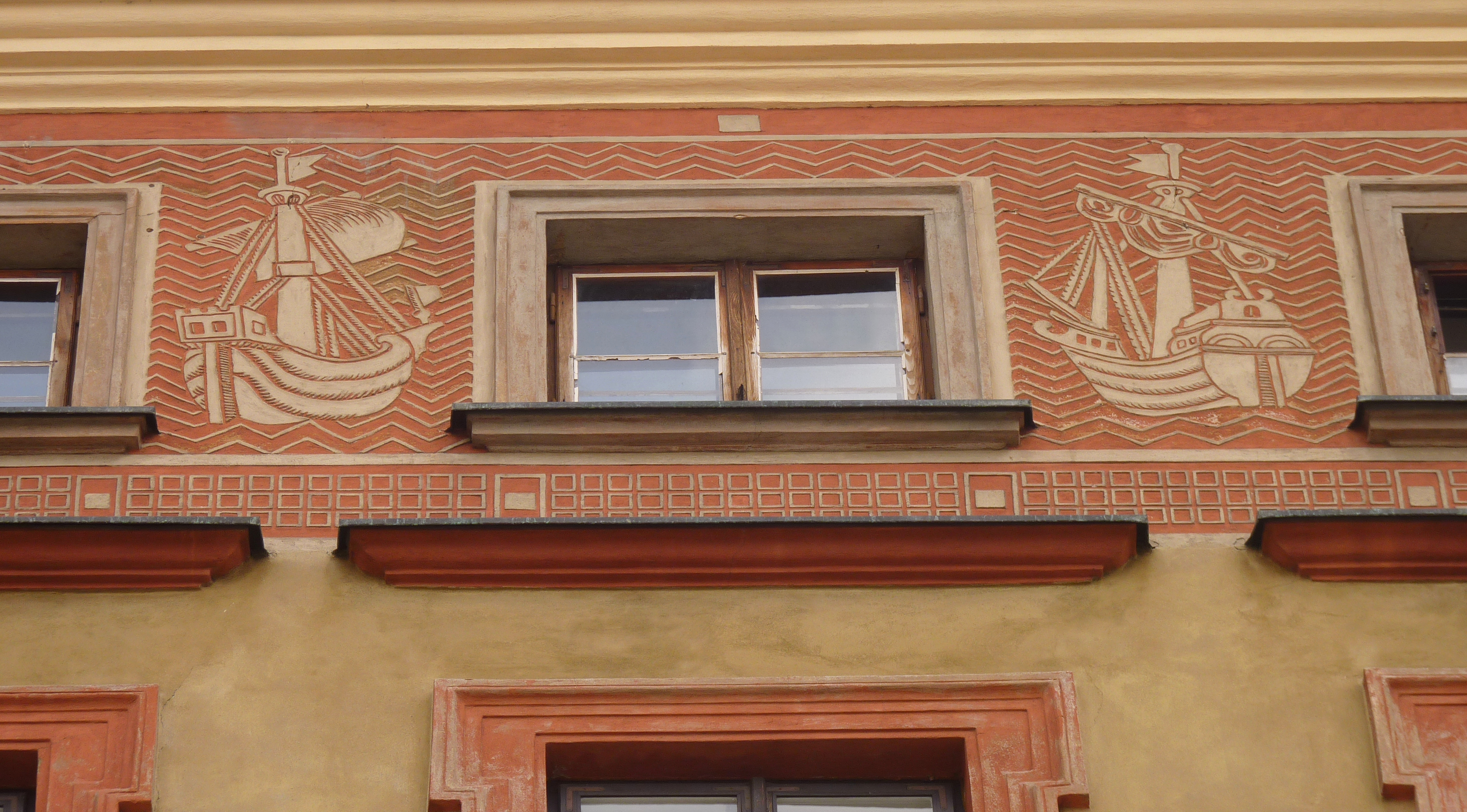
Sgraffito na kamienicy Żeglarskiej w Warszawie (fragment)

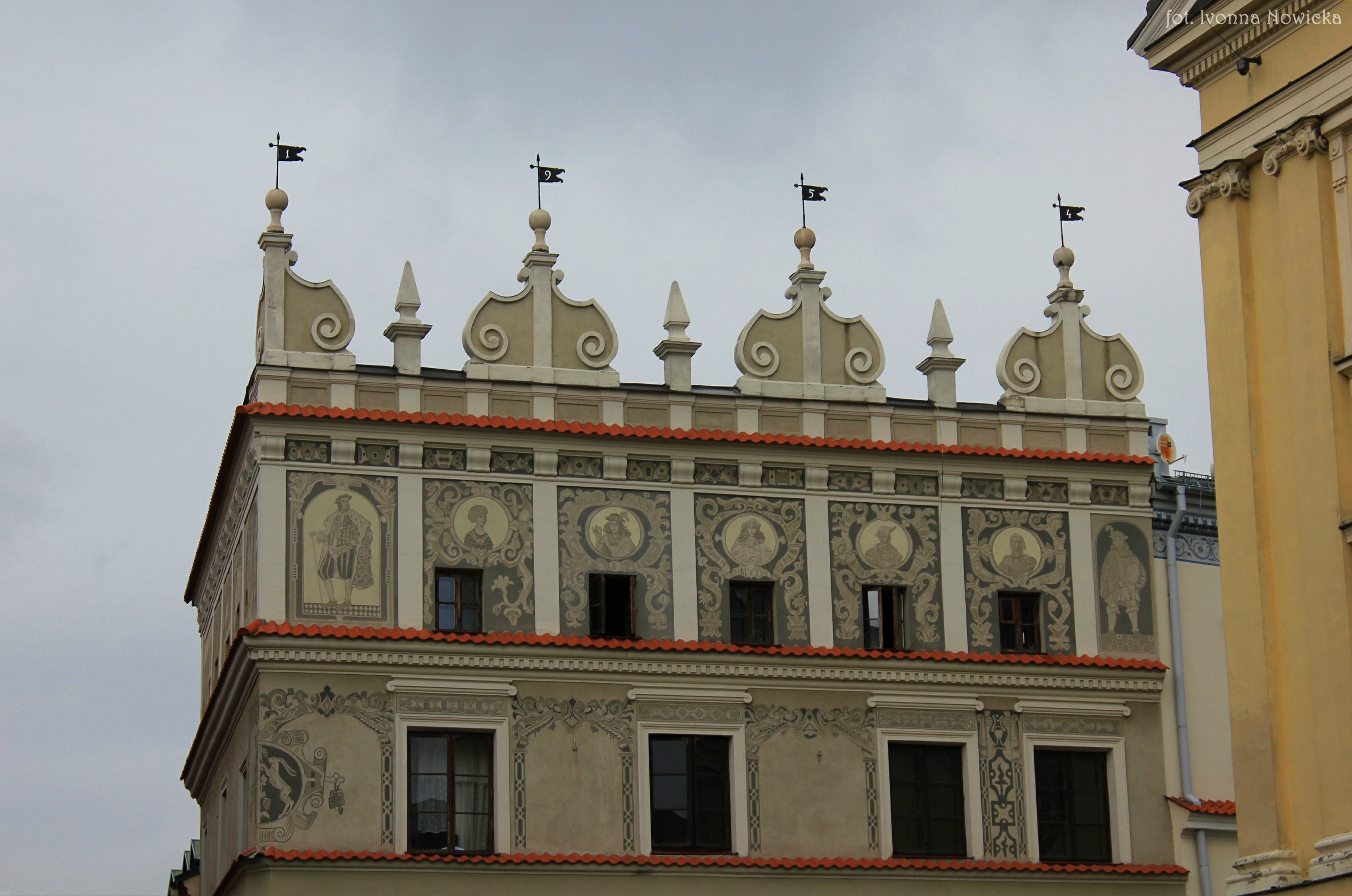
Sgraffito na kamienicy Chociszewskich w Lublinie

W latach 1953–1956 Grześkiewiczowie brali udział w pracach przy odbudowie trzech starych miast – w Warszawie, Lublinie i Poznaniu. W Warszawie działali w zespole z Bohdanem Urbanowiczem. Zajmowali się kamienicami Żeglarską i Cyrulika na Rynku Starego Miasta (strona Zakrzewskiego), które udekorowali w technice sgraffita i fresku. Za udział w pracach nad renowacją warszawskiej starówki otrzymali w 1953 Nagrodę Państwową II stopnia. Podczas prac renowacyjnych Rynku w Lublinie zajmowali się opracowaniem kompozycji i restauracją fasad kamienic rynku. W szczególności pracowali nad kamienicą Pod Lwem (nr 9), dla której wykonali ceramiczny fryz z girlandami oraz freski, a także kamienicą Chociszewskich (nr 6), którą ozdobili w technice sgraffita. Za prace nad starym miastem w Lublinie zostali oboje odznaczeni Krzyżem Kawalerskim Orderu Odrodzenia Polski. W 1954 zostali zaangażowani do prac nad Starym Rynkiem w Poznaniu, gdzie zajmowali się dekoracją fasady kamienicy nr 73.
Na początku lat 60. Grześkiewiczowie zakupili działkę w Łomiankach, na obrzeżach Puszczy Kampinoskiej. Wybudowali tam dom (budowę ukończono w 1964), zaprojektowany również pod kątem pełnienia funkcji pracowni ceramicznej. Z zewnątrz budynek pokrywa sgraffito przedstawiające Pegaza, taras wyłożony jest posadzką ceramiczną, za którą w 1962 małżeństwo otrzymało złoty medal na wystawie AIC w Pradze.

## Twórczość

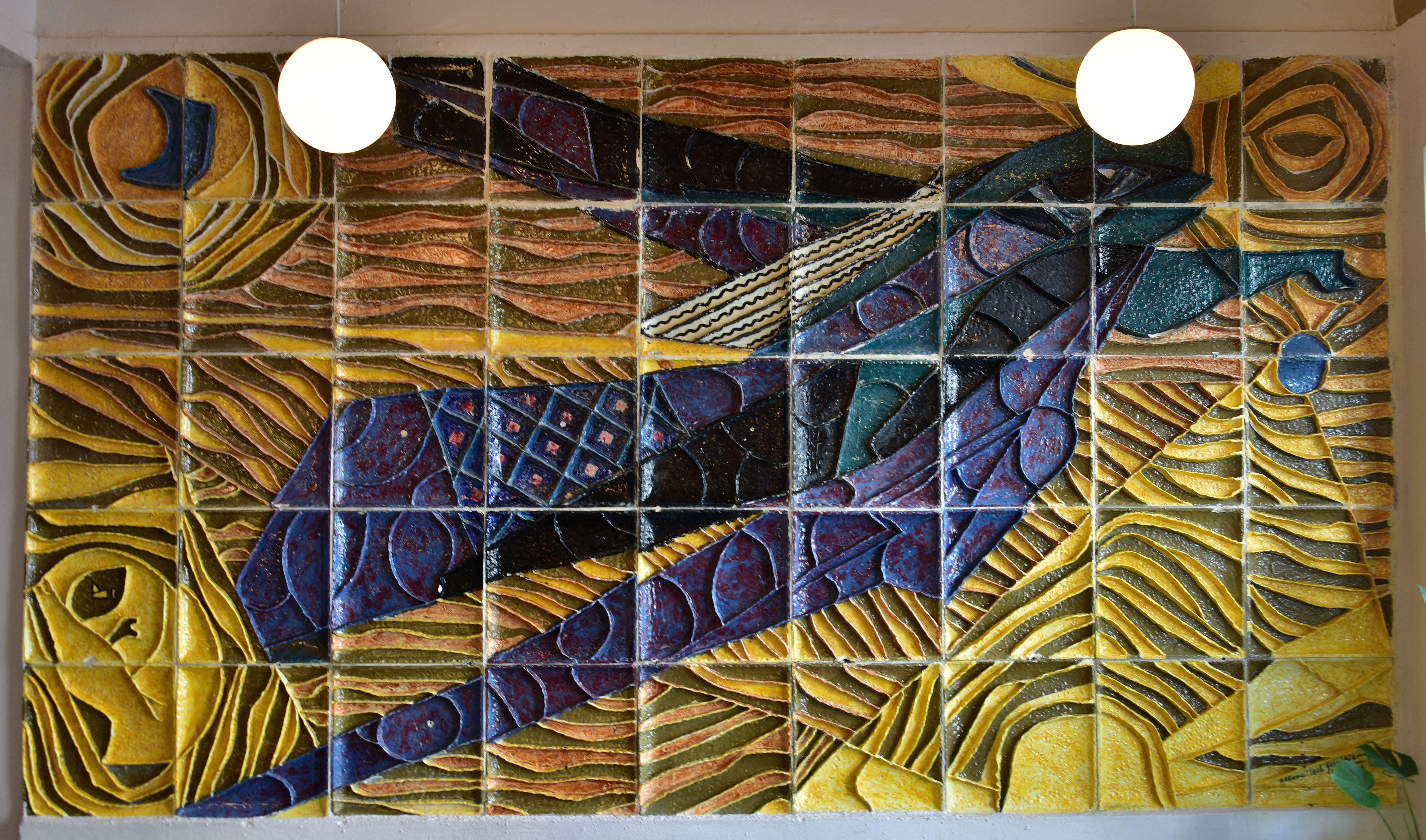
Helena i Lech Grześkiewicz, mozaika ul. Marszałkowska 45-49 w Warszawie

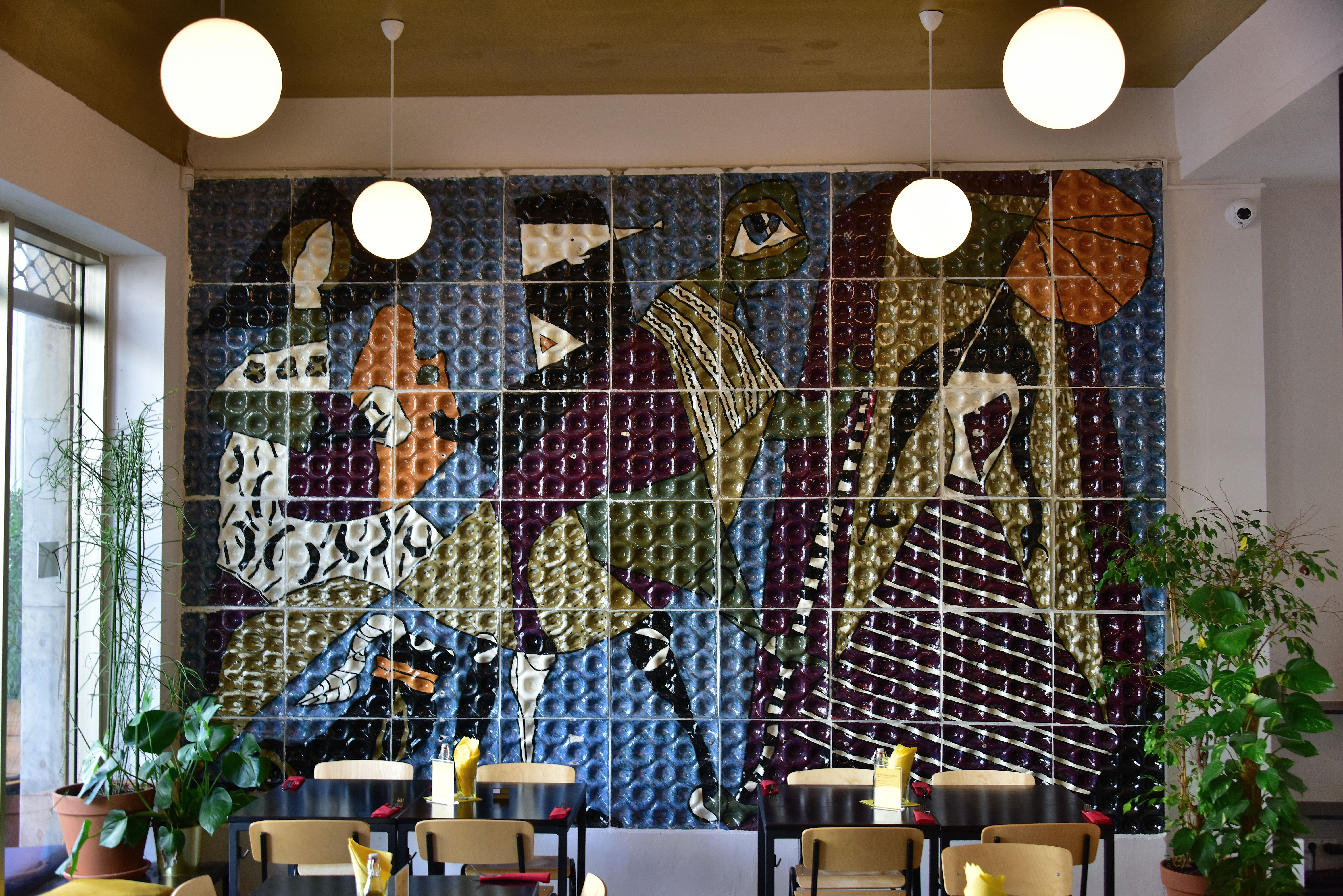
Helena i Lech Grześkiewicz, mozaika ul. Marszałkowska 45-49 w Warszawie

Działalność artystyczną Helena Dowkontt rozpoczęła od malarstwa. Wystawiała swoje obrazy w Paryżu, w latach 1936–1938. W Polsce prezentowała publicznie swoje oleje i akwarele na wystawach zbiorowych w 1946 i 1954. Malowała głównie obrazy akwarelowe i olejne. Po wojnie często były to pejzaże powstające podczas podróży i przedstawiające oglądane miejsca. Malarstwo stanowiło odskocznię od codziennej pracy nad ceramiką.
Grześkiewiczowie tworzyli też ceramikę artystyczną o mniejszej skali, z fajansu lub porcelitu. Były to misy, patery, ikebany, rzeźby i obrazy ceramiczne, ramy do luster, wazy, przy czym niektóre z tych obiektów były przeznaczone do otwartych przestrzeni. W misach artyści stosowali przestrzenną ornamentykę, która rozbijając światło, powodowała dekoracyjny efekt światłocienia, pełniący funkcję analogiczną do dekoracji malarskiej. Tę technikę wykorzystywali również przy niektórych kompozycjach ściennych. Nie stronili także od efektów kolorystycznych. Analizując misy i patery, Irena Huml wskazywała na nawiązania do włoskich majolik oraz ceramiki starohiszpańskiej – do tych pierwszych poprzez centryczną lub osiową budowę bogatego ornamentu, pokrywającego całą powierzchnię naczynia, wykorzystanie czystych barw i falistej faktury, zaś do drugiej poprzez wykorzystanie motywu byka, polewę o metalicznym połysku, oraz różowo-brązowe, podkreślone złotem barwy.

## Nagrody i odznaczenia[c]
- 1937 – nagroda na wystawie Sociéte des Artistes Français
- 1943 – I nagroda w konkursie na malarstwo ścienne w kościele św. Jakuba w Warszawie (razem z L. Grześkiewiczem)
- 1953 – Nagroda Państwowa II stopnia
- 1954 – Krzyż Kawalerski Orderu Odrodzenia Polski
- 1955 – srebrny medal na V Międzynarodowym Festiwalu Młodzieży i Studentów
- 1957 – II nagroda na Ogólnopolskiej Wystawie Architektury Wnętrz
- 1962 – złoty medal na III Międzynarodowej Wystawie Ceramiki w Pradze
- 1966 – medal Targa d’Oro na VIII Concorso Internasionale della Ceramica w Gualdo Tadino
- 1968 – II nagroda w konkursie na Pomnik Zwycięstwa i Wolności (razem z L. Grześkiewiczem i P. Grześkiewiczem)
- 1969 – medal Targa d’Oro na XI Concorso Internasionale della Ceramica Gualdo Tadino
- 1970 – złoty medal na III Festiwalu Sztuk Pięknych (razem z L. Grześkiewiczem i P. Grześkiewiczem)

## Wystawy[d]

### Wystawy indywidualne
- 1947 – Wystawa Malarstwa, Kopenhaga
- 1958 – Wystawa Ceramiki i Malarstwa, Kordegarda, Warszawa
- 1959 – Wystawa Ceramiki, Viareggio
- 1960 – Wystawa Ceramiki, Zachęta, Warszawa
- 1960 – Wystawa Malarstwa i Ceramiki, Opole

### Wystawy zbiorowe
- 1950 – I Ogólnopolska Wystawa Plastyki, Muzeum Narodowe
- 1952 – I Ogólnopolska Wystawa Architektury Wnętrz, Zachęta
- 1953 – IV Okręgowa Wystawa ZPAP, Zachęta
- 1954 – I Ogólnopolska Wystawa Ceramiki i Szkła Artystycznego, Wrocław
- 1957 – II Ogólnopolska Wystawa Architektury Wnętrz, Zachęta
- 1958 – Triennale Sztuki, Mediolan
- 1959 – Wystawa Ceramiki Polskiej, Waszyngton